# ۷۹۰ (میلادی)
۷۹۰ (میلادی) هفتصد و نودمین سال تقویم میلادی است.

## درگذشتگان
‎